# Miquel Gual i Agustina
Miquel Gual i Agustina (Barcelona, 11 de maig de 1911 - Barcelona, 9 de març de 1989) fou un jugador de futbol català de les dècades de 1930 i 1940, posteriorment entrenador de futbol.

## Trajectòria
Gual va començar la seva carrera futbolista a les categories inferiors del CE Júpiter. L'any 1928 va aconseguir el seu primer contracte professional en fitxar pel Sevilla FC, club que jugava a la Segona Divisió. A continuació jugà una temporada al Racing de Córdoba. L'any 1931 retornà a casa per fitxar pel FC Barcelona, però en dues temporades no disposà de massa minuts, jugant només 4 partits de lliga i marcant dos gols. L'any 1933 ingressà al CE Sabadell, club on visqué els seus millors anys esportius. La temporada 1933-34 guanyà el Campionat de Catalunya de futbol i la següent fou finalista de la Copa d'Espanya, perdent la final davant del Sevilla FC per 3 a 0. L'any 1937, amb la Guerra Civil iniciada, Gual aprofità per unir-se a l'expedició del FC Barcelona que realitzà una gira per Amèrica. De la mateixa manera que van fer altres jugadors, Gual romangué a Mèxic, on jugà la lliga 1938-39 amb el Real Club España, on fou màxim golejador amb 20 gols. Acabala la Guerra Civil retornà al CE Sabadell, on jugà fins a 1943. Jugà set cops amb la selecció catalana de futbol entre 1932 i 1937, marcant 3 gols.
També fou entrenador de futbol. Destacà com descobridor de joves figures, principalment a la seva etapa al filial del Barça, l'Espanya Industrial, al qual dirigí entre 1943 i 1956, i al CD Comtal, continuador de l'anterior, al qual dirigí a primera divisió la temporada 1956-57. També entrenà el RCD Mallorca, el CA Osasuna, amb qui assolí un ascens i el Racing de Santander, entre d'altres.

## Palmarès
FC Barcelona
- Campionat de Catalunya de futbol: 1931-32
- Copa Macià: 1932
- Torneig d'Alger: 1932

CE Sabadell
- Campionat de Catalunya de futbol: 1933-34